# 피아노 소나타 2번 (슈만)
《피아노 소나타 2번 사단조》는 로베르트 슈만이 1830년에서 1838년까지 쓴 피아노 소나타이다.

## 악장 구성
4개의 악장으로 구성되어 있다.
- 제 1악장: 가능하면 빨리
- 제 2악장: 안단티노-장엄하게/당당하게
- 제 3악장: 스케르초-매우 빠르고 명료하게
- 제 4악장: 론도-가능한 프레스토-프레스티시모-마치 카덴차(협주곡의 독주부)처럼